# Karl Moritz von Beurmann
Pour les articles homonymes, voir Beurmann.
Karl Moritz von Beurmann, né le 28 juillet 1835 à Potsdam et mort en février 1863 à Mao (Kanem), est un explorateur prussien. 

## Biographie
Officier dans l'armée prussienne (1856), il démissionne en 1859 pour commencer des études sur les langues sémitiques. Il décide alors d'aller visiter des contrées peu connues de l'Afrique. Il voyage dès 1860 en Nubie et dans le Soudan égyptien, et se rend à Kassala et Khartoum. Il rente en Allemagne en 1861 où il publie Reisen in Nubien und dem Sudan 1860 und 1861 dans les Petermann's Geographische Mitteilungen.
En 1862, il établit les plans d'un voyage d'exploration ayant pour but de retrouver l'explorateur Eduard Vogel. Il gagne alors le Tchad par Tripoli mais est capturé, torturé et assassiné à Mao dans le Kanem. 
Jules Verne évoque son voyage dans son roman Mathias Sandorf (partie 5, chapitre IV).